# Збройний конфлікт у Тиграї
Тиграйська війна, Тиграйський конфлікт — це збройне протистояння між федеральним урядом Ефіопії та місцевою владою регіону Тиграй, що почалося 4 листопада 2020 року. Конфлікт було спричинено давніми розбіжностями між федеральним урядом Абія Ахмед Алі та керівною партією Народний фронт визволення Тиграю. Алі із початку свого терміну працював над зменшенням впливу НФВТ.
В результаті проведеної в листопаді 2020 року операції, ефіопська армія витіснила сепаратистів із головних міст, відновивши контроль над більшою частиною Тиграю. Незважаючи на низку серйозних поразок, НФВТ продовжував опір і зміг утримувати частину гірських районів регіону. Сторони звинувачували різні іноземні сили в участі у війні, що розпалило політичну ситуацію в цій частині Африки.
У червні 2021 антиурядові сили розпочали наступ. До кінця місяця ефіопські війська та їх союзники були витіснені з частин центрального та східного Тиграю, включаючи столицю регіону Мекеле. Але до кінця 2021 року повстанці, зазнаючи труднощів із постачанням, стали втрачати раніше захоплені території.
За посередництва Африканського союзу 2 листопада 2022 року представники ефіопської влади та НФВП підписали угоду про припинення бойових дій.

## Хронологія

### Наступ урядових сил, 2020

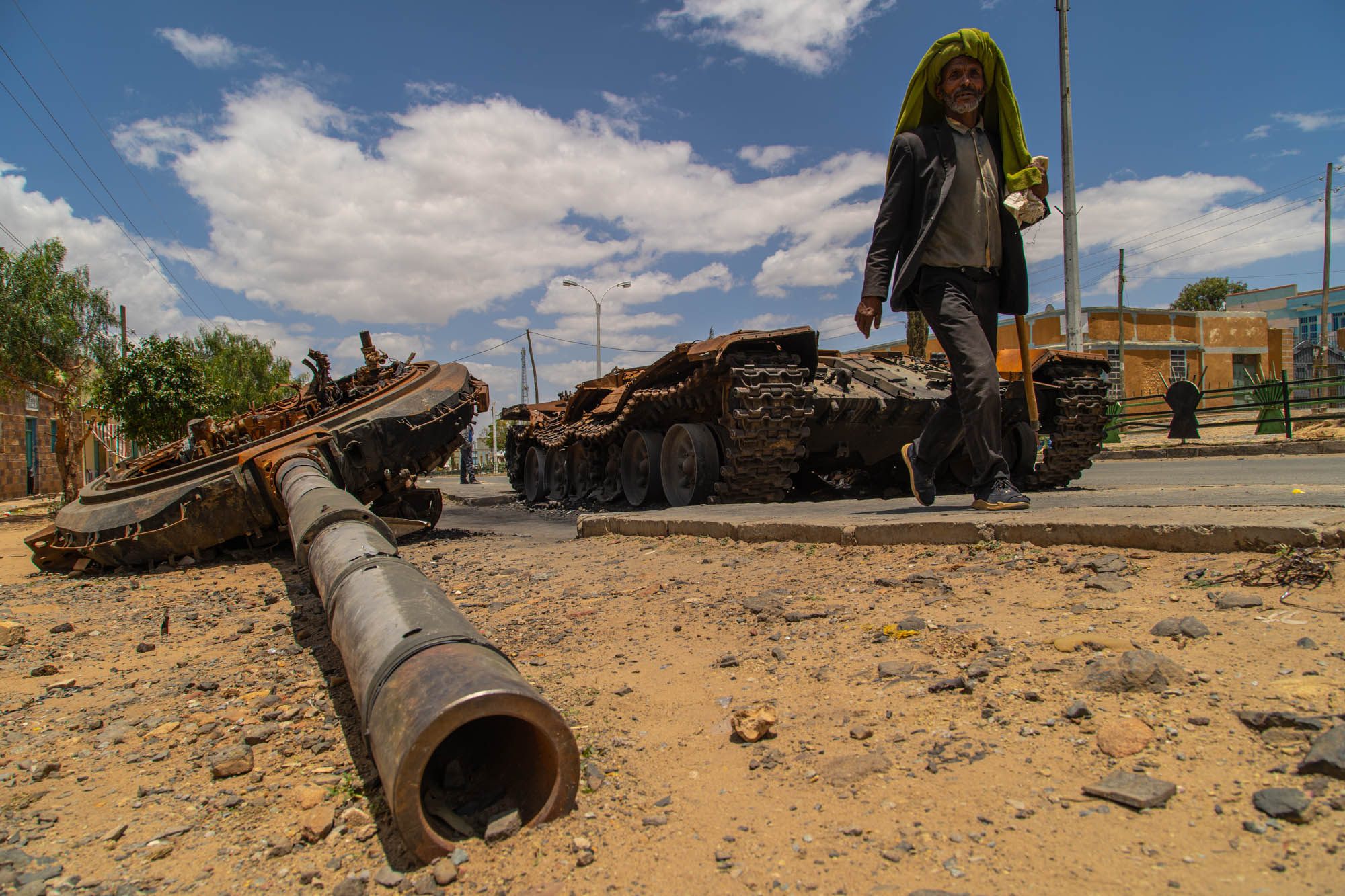
Підбитий танк на головній вулиці міста Ідага Хамус, Тиграй

4 листопада Влада Ефіопії заявила, що «Народний фронт визволення Тиграю» здійснив серію нападів на частину урядової армії в Мекеле та на кордон із Амхарою. В результаті загинуло кілька солдатів, а броньована техніка була пошкоджена.
Того ж дня федеральний парламент запропонував визнати Народний фронт визволення Тигра терористичною організацією. Згодом в регіоні було оголошено надзвичайний стан, і підрозділи збройних сил Ефіопії почали підходити до його кордонів. За словами уряду, основними завданнями поточних дій федеральних органів влади в Тиграї є підтримка верховенства права та притягнення до відповідальності тих, хто дестабілізує ситуацію в країні.
Одночасно лідер Тиграю і голова НФВТ Дебретіан Гебремікаель привів у повну готовність ополчення, формування воєнізованих автономій та бійців НФВТ у повну боєву готовність.
Тим часом влада Ефіопії відключила електроенергію, телефони та інтернет в Тиграї. У Мекеле було чутно стрілянину. Ефіопські федеральні ЗМІ повідомляли про перших жертв сутичок на кордоні. Також стверджувалося, що Дебрецен Гебремікаель був відсторонений від влади і що замість нього була створена адміністрація перехідного уряда на чолі з Мулу Нега.
Після цього уряд країни розпочав широкомасштабну військову операцію проти НФВТ. Після низки локальних сутичок та авіаційних нальотів федеральна армія почала штурм міста Хамера, одного з ключових міст регіону. Тут була розташована база тиграйського спецназу, який міг чинити серйозний опір ворогу, але через проблеми в інших частинах фронту керівництво НФВТ вивело спецназ з міста. В результаті Хамера залишилась під захистом лише ополчення, яке не могло серйозно протистояти урядовим військам. Пізніше спецназ повернувся до міста, але йому не вдалося змінити ситуацію. Вже 11 листопада місто пало.
Паралельно НФВТ заявив, що Еритрея здійснила військове вторгнення в Тиграй задля підтримки ефіопських федеральних військ. У свою чергу Абі Ахмед заявив, що Еритрея, а також Джибуті, Сомалі, Судан і Кенія повністю підтримують позицію ефіопського уряду щодо кризи в Тиграї, але лише на дипломатичному рівні. Однак вранці 14 листопада сили НФВТ випустили ракети по Еритреї, принаймні дві ракети потрапили в аеропорт міста Асмера.

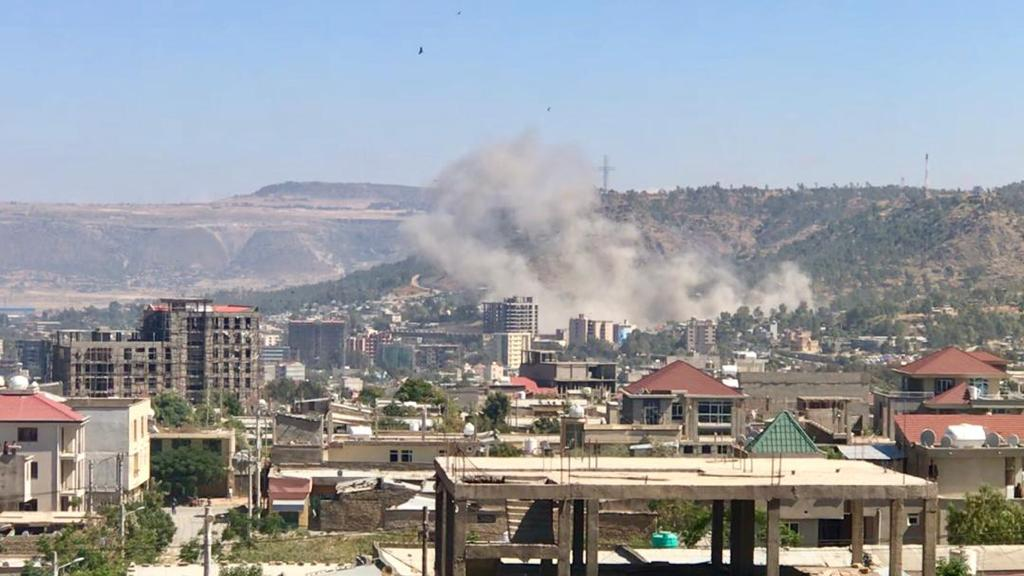
Авіаудар по Мекеле 16 листопада напередодні початку боїв за місто

17 листопада Прем'єр-міністр Абій Ахмед Алі сказав, що ефіопська армія розпочинає «вирішальний наступ» у регіоні. Після цього урядові війська взяли міста Шіре, Аксум, Адіграт та Айдаго-Хамус, райони Черчар та Гагуфта-Механі, розгорнувши таким чином рух до столиці Тиграю міста Мекеле.
26 листопада Ефіопські урядові війська почали штурм околиць міста. Лідер повстанців Дебретіан Гебремікаель тоді сказав, що його сили «готові стояти на смерть», за Мекеле. Тоді місто зазнало масштабних бомбардувань з боку федеральних військ.
28 листопада столичне місто регіона повністю перейшло під контроль уряду.
Прем'єр-міністр Абій Ахмед Алі оголосив про закінчення військової операції в Тиграї та про перемогу урядових сил. Тим не менш, Дебреціан Гебремікаель заявив, що їх збройна боротьба проти ефіопського війська продовжиться.

### Після падіння Мекеле, 2020—2021
На кінець листопада — початок грудня бійці фронту все ще контролювали гірські райони Тиграю. В регіоні почалася справжня партизанська війна. Повстанці почали збивати урядові літаки та здійснювати напади на військові колони. Пізніше сили Тиграю перейшли в невеликий контрнаступ. Так, 22 грудня речник НФВТ Гетачев Реда заявив у своєму Twitter, що ефіопські урядові сили були просунуті в Медебай-Зана, втративши сотні солдат в Надері Адеті та Асгеде-Цимбали. 31 грудня урядова армія та підрозділи Еритреї були витіснені бойовиками НФВТ з міст Агула та Май Мекден.
У грудні сталася ескалація на кордоні з Суданом, де між суданською та ефіопською сторонами почалися збройні сутички за спірні райони Курайш та Аль-Фашак. Ефіопія звинуватиоа Хартум у співпраці з бойовиками Тиграю.
На початку січня 2021 ефіопські сили провели ряд спеціальних операцій з захоплення та арешту високопоставлених членів НФВТ. 8 січня 2021 Спеціальна операція урядових сил була проведена в районі Кола Тамбейн, в результаті якої був заарештований Себхат Нега, один із засновників партії. Під час події також були заарештовані два полковники Тиграю та дружина Себхата, а кілька його охоронців та жінка-активістка НФВТ були вбиті в перестрілці з урядовою армією. 10 січня було заарештовано 7 високопоставлених членів НФВТ, у тому числі Абай Велду, колишній голова партії (2012—2017) та колишнього президента регіону Тиграй (2010—2018), а також Авраама Текезе, колишнього віце-президента з регіону Тиграй та колишнього міністра фінансів Ефіопії. Під час операції також було вбито 15 повстанців, включаючи генерал-майора Ібрагіма Абдулгеліла, який раніше очолював відділ матеріально-технічного забезпечення ефіопської армії та став на бік НФВТ під час конфлікту. 13 січня під час ще одної спецоперація були вбиті Сейюм Месфін, а також колишніх федеральних міністрів Абай Цехає та Асмелаша Волдеслассі.
8 лютого повстанці розпочали новий контрнаступ. 14 лютого, між містом Самре відбувалися запеклі бої між ефіопською армією та силами НФВТ. Повстанці стверджували, що 32-га дивізія федеральних військ була знищена. Наступного дня 15 лютого ополченці Тиграю захопили Самре, Гіта та Майкінетал. Одночасно урядова армія почала будувати оборонні споруди навколо Мекеле. 16 лютого у містах Шир та Ваджірат сталися збройні зіткнення, а Самре та Гієт піддався авіаційному бомбардуванню ВПС Ефіопії. У НФВТ заявили, що збили два ворожі літаки. 18 лютого Сили НФВТ зосередилися на наступі в районі поселень Тамбайна, Аді Хіла та Джувамаре.
19 лютого НФВТ несподівано висловила бажання провести мирні переговори, оголосивши вісім передумов. 20 лютого національний конгрес Великого Тиграю, а саме Партія незалежності Тиграю та Сальса Вейн Тиграю опублікували шість вимог до міжнародного співтовариства, пов'язаних з мирним процесом по військовому конфлікту. 21 лютого правозахисна організація Себ Гідра підтримала вимоги мирного процесу від трьох партій Тиграю та вимагала розгортання миротворчих сил ООН для моніторингу права людини, та проведення розслідування щодо знищення культурної спадщини ЮНЕСКО.

Уряд не зробив жодних кроків для мирного врегулювання, повстанці продовжили чинити опір. 27 лютого По всьому Тиграю, особливо в центральних районах, посилилися бої. 9 березня Під тиском бойовиків урядові війська відступили від Абій-Ади. У той же час НФВТ повідомили, що еритрейські сили також покинули ряд своїх позицій, зайнявши нові в горах поблизу Аді-грата, попередньо конфіскувавши худобу та продукти харчування у місцевих жителів. 

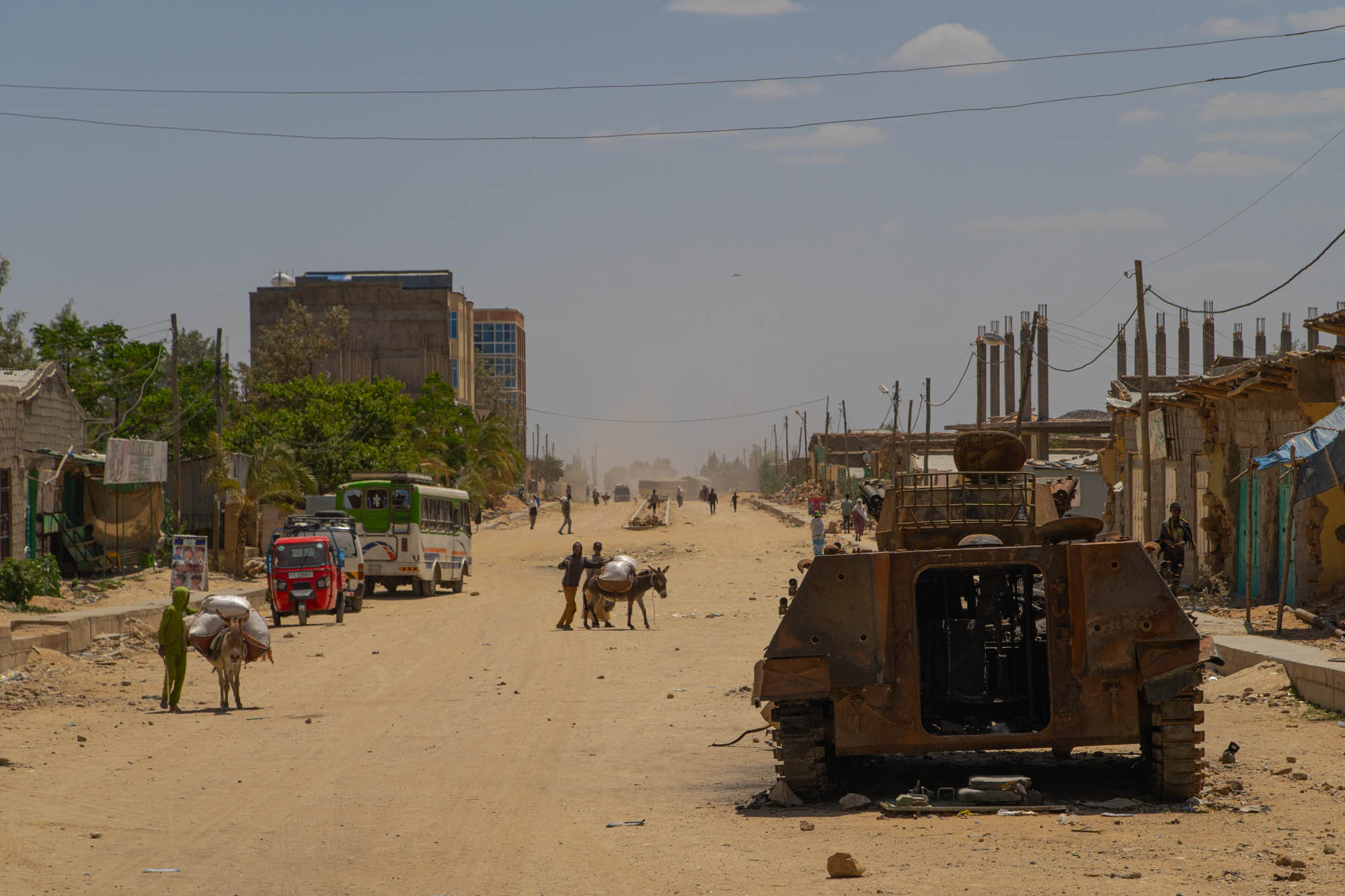
Підбитий бронетранспортер на одній з головних вулиць Гаузена

 На початку квітня Збройним силам Ефіопії вдалося призупинити наступ противника. Уряд розділив свою військову групу на вісім фронтів. Проте, замість того щоб утримувати певні позиції, тиграйські повстанці періодично починали переміщатися з місця на місце, що ускладнювало їх знищення.

### Контрнаступ НФВТ, 2021
18 червня о п'ятій годині ранку 3 -та та 4 -а армії НФВТ від Агби і на всьому шляху аж до Хагера Салама перейшли в наступ. Пізніше до них приєдналися сили 1-ї армії. Трохи пізніше сили повстанців оголосили, що ці маневри відбуваються в рамках операції під кодовою назвою «Алула». Названа на честь тиграйця Раса Алули, один з найвидатніших полководців ефіопської армії другої половини XIX століття та учасник кількох великих битв, таких як Галабата, Дагалі та Адуа.
У цей самий момент з Мекеле до районів основних ударів противника урядова армія направила підкріплення. Однак влада не змогла довго стримувати натиск бойовиків, поступово здаючи територію ворогу. Водночас поширилися кадри в Інтернеті, які показують полонених бійців федеральної армії. 22 червня повстанці підійшли до околиць Мекеле, а вже 28 червня вони увійшли до міста, де з нагоди цього дня розпочалися масові урочистості. У свою чергу, влада Ефіопії оголосила про одностороннє припинення вогню. Бойовики сприйняли подібну ініціативу негативно, відмовившись припинити бойові дії. Речник НФВТ Гетачев Реда назвав рішення влади поганим жартом і зазначив, що повстанці продовжать наступ. Наступного дня 29 червня під тиском сил Тиграю еритрейські військові покинули Шіре, Аксум та Адуа.

### «Вирішальна битва», літо-осінь 2021
6 липня повстанці оголосили про мобілізацію, щоб визволити Західний Тиграй від амхарського ополчення Фано, таким чином розгорнувши іншу операцію — «Матері тиграю». 13 липня НФВТ взяли міста Аламата та Карем. Потім бойовики перетнути річку Текезе і просунулися на захід, захопивши місто Май-Цебра.
За такої критичної ситуації Ефіопія також почала мобілізацію. Були зібрані ополчення, об'єднані за регіонально-етнічною ознакою, які разом з регулярною армією і «фано» стримували подальше просування тиграйців. 20 липня стало відомо, що регіональні сили з Оромії, Сомалі та інших регіонів мобілізуються для підтримки федеральних військ у Тиграї. В цей час повстанці почали вторгнення в регіон Афар.
5 серпня стало відомо, що повстанці захопили місто Лалібела. До 15 серпня бойовики окупували такі міста, як Велдія, Нефас Мевча, Дебре Зебіт, Секата та Чєхаха. Усі вони знаходилися за межами Тиграю, а в регіонах Афар та Амхара.
8 жовтня, ефіопська армія почала наступ по всій лінії фронту в регіонах Тиграй і Амхара. Спочатку урядові війська та їхні союзники здійснили серію наземних атак за підтримки безпілотників та авіації. Абій Ахмед оголосив про початок «вирішальной битви». Напочатку бойові дії були зосереджені в районах Північна Вола та Північний Гандхар регіону Амхара, головним чином навколо міст Вегельтен, Вургеза та Аро. 10 жовтня бойові зіткнення були зафіксовані в районах міст Дессе, Мерса, Гошен, які лежать на стратегічно важливих магістралях. Також інтенсивні бої точилися біля міста Чіфра в штаті Афар. Чіфра з Афара і Вучалі з Амхари потрапили під вогонь з важкої артилерії тиграйців, під час якого загинуло близько 30 мирних жителів.
У той же час ВПС Ефіопії почали обстрілювати позиції ворога. Авіація активно бомбила Мекеле. Під авіаудари потрапили цементний завод, готель «Планета», підприємство «Mesfin Industrial Engineering», головне відділення університету та аеропорт. Водночас урядові ВПС знищила навчальний центр НФВТ у травневій Цебрі, а також велике виробництво у місті Адва. Об'єкти телекомунікаційної інфраструктури Тиграя також були атаковані з повітря.
Однак ситуація почала розвиватися не на користь влади. Наприкінці жовтня тиграйці пішли в контрнаступ. Після кількох нищівних ударів оборона ефіопських збройних сил була прорвана. Згодом сили НФВТ захопили міста Дессе та Камбольча. Внаслідок вдалих дій тиграйці створили загрозу оточення двом федеральним регулярним дивізіям, які поспішно відступили до Аддіс-Абеба. При цьому тисячі солдат здалися в полон. Серед полонених був командир 91-ї піхотної дивізії Тадесе Анделе. Урядова армія була деморалізована і втратила близько 250 одиниць військової техніки.

### Повстанська коаліція, наступ наАддис-Абебу
11 листопада влада Ефіопії заарештувала деяких високопоставлених осіб Тиграю, серед них були гендиректор банку, священики та співробітники ООН. В ООН заявили, що було затримано 16 працівників та членів їхніх сімей.

### Закінчення війни
26 січня 2022 року рада міністрів Ефіопії запропонувала скасувати надзвичайний стан.
24 березня 2022 року уряд Ефіопії оголосив безстрокове гуманітарне перемир'я, щоб дозволити доставку гуманітарної допомоги до Тиграю.
2 листопада 2022 року в Преторії (ПАР) представники ефіопської влади та Тиграю підписали угоду про припинення бойових дій.

## Військові злочини

### Масові вбивства

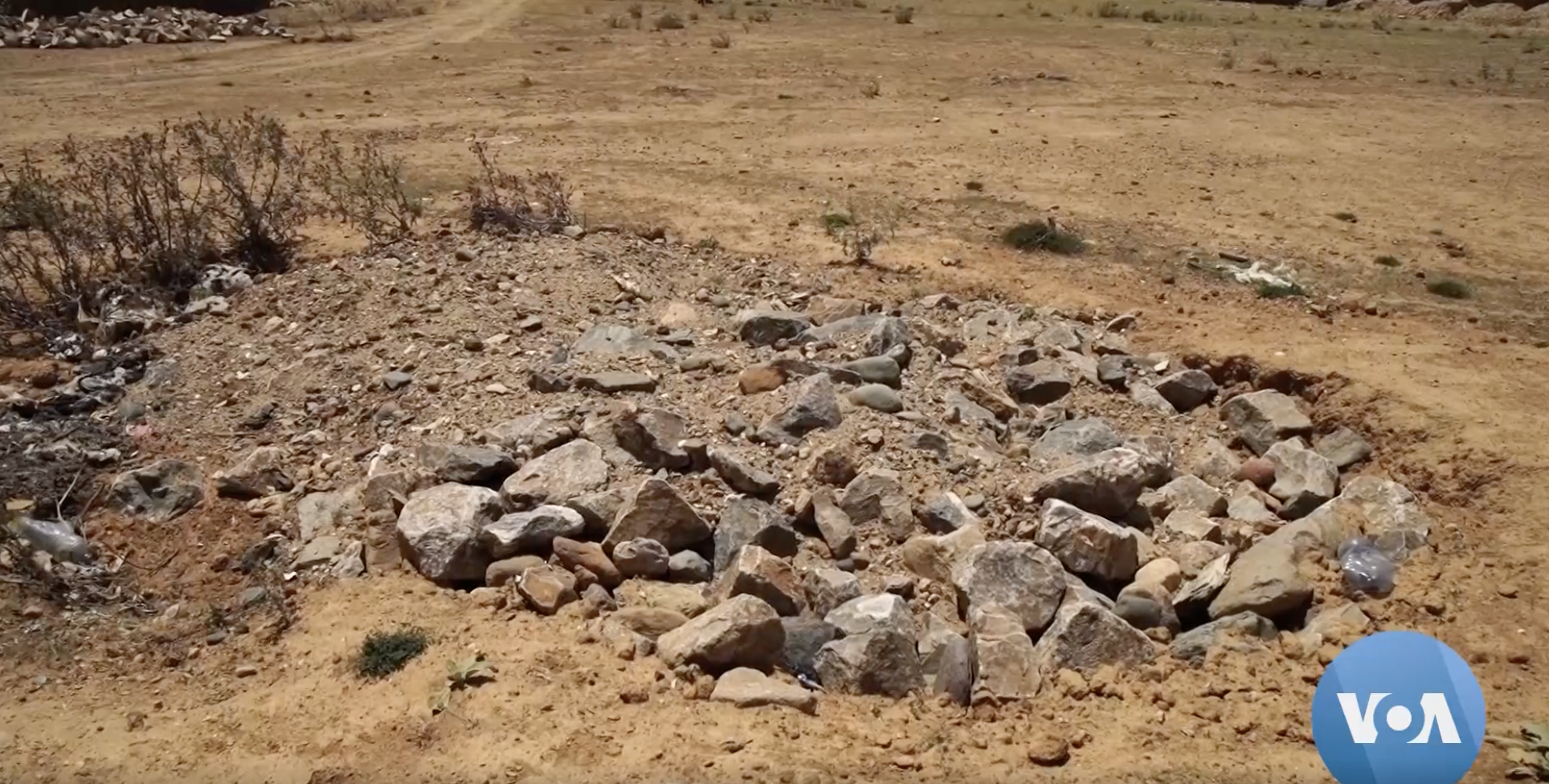
Одна з численних братських могил мирних жителів у Тиграї, убитих федеральною армією Ефіопії та їх союзниками, 11 червня 2021 року

На початку листопада 2020 року в місті Хамера відбулася різанина. Біженці, яких опитав Daily Telegraph, звинувачували в розправі амхарських ополченців, включаючи бійців Фано, а також бійців урядової армії. Втікачі заявляли, що на них напали жителі з сусіднього регіону Амхара, які об'єднали сили з федеральними військами, вбиваючи тих, хто намагався втекти з країни. Зенебе, етнічний тиграєць, який став свідком різанини, порівняв те, що сталося з геноцидом. Джиді, також свідок, розповіла, як військові зупинили таксі, побили водія та двох пасажирів. За словами іншого свідка, вбивства відбувалися як з вогнепальної зброї, так і з холодної зброї. 54-річний біженець, з яким The Guardian спілкувався, Гуш Телла сказав, що його побили федеральні сили безпеки. За його словами, лоялісти передали його молодіжній групі з Фано, яка звільнила його. Інші втікачі навпаки заявляли про рани, які вони приписували бійцям Фано. Мешканець Хамери Мелес, опитаний The New York Times у таборі біженців, сказав, що амхарські ополченці навіть відрізали їм голови. Пізніше ефіопська телерадіомовна корпорація заявила, що поблизу аеропорту Хамери було знайдено 70 могильних ям, що містять тіла. У телевізійному репортажі анонімний військовий чиновник приписує вбивства бійцям НФВТ.
У період з 9 по 10 листопада в місті Май Кадра була здійснена різанина проти місцевого населення, яке переважно було представниками амхарського народу. Більшість жертв — працівники-мігранти з різних регіонів. За даними Ефіопської комісії з прав людини, було вбито щонайменше 600 людей
. Злочин було скоєно за допомогою сокир та мачете. Ефіопська комісія підрахувала, що могло бути вбито ще більше мирних жителів: хтось зник безвісти, хтось сховався за містом. Комісія провела розрахунки після відвідування міста Май-Кадра в регіоні Тиграй та ряду інших міст Ефіопії. Влада ж звинуватила в усьому повстанців. За словами правозахисників, різанину організувала не сама НФВТ, а профспілкова група Самра. Разом із повстанцями та поліцією НФВТ вони нібито здійснили рейди, в результаті яких загинули сотні людей за своє походження. Також ті, хто вижив, казали, що деякі люди, які врятувалися від розправи, допомагали жертвам врятуватися і ховали їх у своїх будинках, церквах та на полях. Паралельно в районі міста Адіграт відбувалися розправи над місцевим населенням, яке звинуватило в цьому військових Еритреї.
15 грудня, згідно з EEPA, 750 людей, які переховувались у церкві Марії Сіонської в Аксумі, були насильно вислані з храму та розстріляні на сусідній площі. У тому ж звіті EEPA зазначається, що були повідомлення про важкі бої в Мекеле та його передмістях, а також про артилерійські обстріли у Вукро.
18 січня в Хамері сталася нова різанина, під час якої бойовики проефіопської організації Фано вбили 92 місцевих жителів, пограбували будинки, підприємства та склади для зберігання продуктів.
1 березня за данними ЕЕРА ополченці Фано знову вбили 250 людей поблизу Хамери. За даними того ж джерела, 11 березня в місті Енкікумель між Широю та Ендобагуною сталася різанина, де ефіопські та еритрейські війська стратили понад 100 людей. 14 березня федеральні війська розстріляли 5 мирних жителів, вбивши 3 з них у місті Вукро. За словами місцевих жителів, вбивства були у відповідь на нещодавні напади повстанців. 23 березня західні джерела повідомили про різанину в селі Тека-Тесфай у східному Тиграї, де нібито десятки цивільних були вбиті еритрейськими та ефіопськими солдатами. За даними EEPA, 24 березня урядова армія знищила більше 20 мирних жителів поблизу міста Фревейні. Військові нібито витягли мирних жителів із громадського автобуса, а потім стратили.
5 квітня еритрейці вбили 30 мирних жителів у Май Када на сході Тиграю. 8 квітня повідомлялося про нову серію масових вбивств еритрейських та ефіопських військ, в результаті яких загинуло понад 230 мирних жителів. 12 квітня EEPA повідомила про серію масових вбивств, за якими, ймовірно, стоять ополченці Фано та федеральна армія. Загинуло понад 330 мирних жителів.

## Гуманітарна ситуація

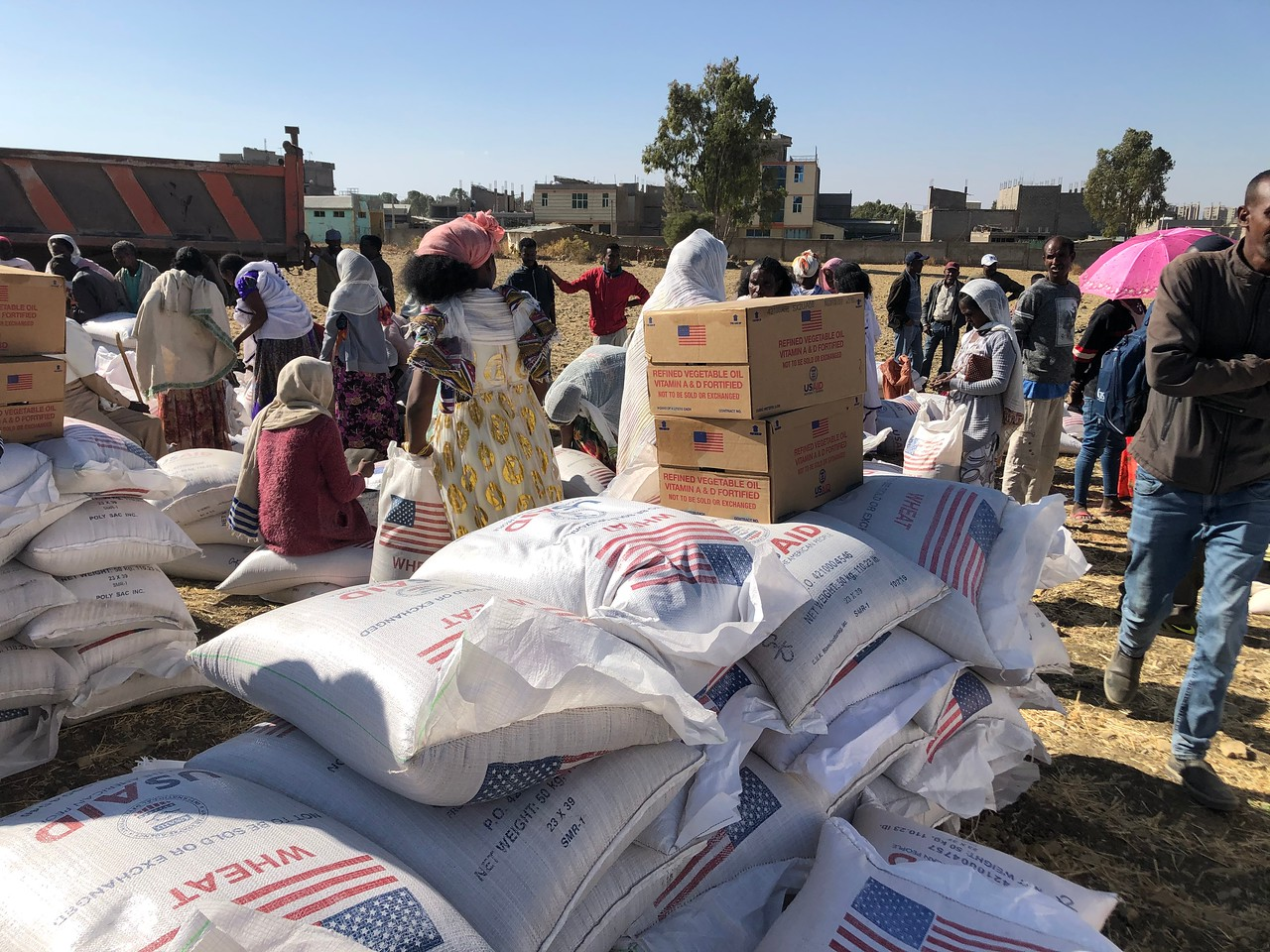
Видача продовольчої допомоги від USAID, 9 липня 2021 рік.

Нестабільна політична ситуація в сусідніх державах та роки конфліктів призвели до того, що Ефіопія стала одним з найбільших центрів біженців у світі.
На початку 2020 року в країні було 735 204 біженців, переважно з Південного Судану. Тиграй був одним із регіонів, де проживала значна кількість біженців.

Вибух конфлікту перетворився на діаметрально протилежну роль: саме громадяни Ефіопії стали біженцями. За даними УВКБ ООН, станом на 13 листопада понад 14,5 тис. дітей, жінок та чоловіків втекли від війни до Південного та Північного Судану. Крім того, багато ефіопців покинули свої домівки і проникли вглиб країни, де не ведуться бойові дії. У той же час становище 96 000 еритрейських біженців, які проживали у Тиграї, значно погіршилось. Вже 18 листопада 2020 року, за словами голови Національної комісії з питань біженців Судану Абдула Сулеймана, в країні було 36 000 біженців. Як зазначає Червоний Хрест, в Ефіопії та за її межами розгортається «катастрофічна гуманітарна криза». Багато ефіопців переїхали через прикордонну річку до Суданського центру біженців Хамдаят. Безпосередній учасник подій Менгастаб Абракай, втікач із зони бойових дій, цитований NTD, сказав наступне:
|  | У нас вагітні жінки залишились на вулицях. Військові переслідували нас до кордону. Трапляються пограбування, погроми та вбивства, такі як у Руанді. Люди на вулицях не їли три-чотири дні. Я не знаю, де мої діти. |

23 грудня Державний секретар Майк Помпео оголосив, що США виділять 18 мільйонів доларів для постраждалих. Прес-секретар ООН Стефан Дюжарік заявив, що Всесвітня продовольча програма надіслала медичні засоби для лікування понад 10 000 людей за три місяці, тоді як їжа, надіслана їм для 35 000 біженців, вже досягла таборів Ада Харуш і Май Айні. Також він повідомив про постачання хімічних речовин для очищення води в регіоні. Крім того, ООН та уряд Ефіопії домовились створити механізми для обміну гуманітарною інформацією про Тиграй.
Пізніше в регіоні виникла гостра проблема з провізією. Станом на січень 2021 року мережа систем раннього попередження (FEWS NET) згідно з комплексною класифікацією фази продовольчої безпеки оцінювала ситуацію як кризову в значній частині регіону. Наприкінці місяця The Economist стверджував, що ефіопський федеральний уряд навмисно утримував їжу намагаючись морити голодом бойовиків НФВТ. Проте деякі органи влади Ефіопії не лише заперечували штучне походження кризи, а й голод взагалі. Вже 10 лютого Абер Тола, голова Ефіопського товариства Червоного Хреста (ERCS), заявив, що деякі біженці із зони конфлікту були виснажені, а їх «шкіра була на кістках». За його словами, гуманітарна допомога недоступна у 80 % регіону. На початку лютого Муферіат Каміль, ефіопська міністр миру, домовилась з представниками Всесвітньої продовольчої програми про розширення продовольчої торгівлі в регіоні Тиграй.

## Реакція

### Міжурядові організації
- Організація Об'єднаних Націй попередила про можливу гуманітарну кризу у випадку повномасштабного конфлікту[129].
- Африканський Союз закликав до негайного припинення бойових дій, дотримання прав людини та захисту цивільного населення[130].

### Країни
- Президент Джибуті Ісмаїл Омар Гелле висловив рішучу підтримку президенту Ефіопії, сказавши, що той вирішив «відновити правопорядок на федеральному рівні і покарати тих, хто намагається розколоти країну».[131].
- Президент Сомалі Мохамед Абдуллагі Мохамед також політично підтримав операцію проти Народного фронту за визволення Тиграю[5].
- Туреччина міністр закордонних справ Мевлют Чавушоглу заявив, що Туреччина розуміє рішення ефіопського федерального уряду вжити заходів для підтримання правопорядку в регіоні. Він висловив впевненість, що операція скоро закінчиться і не загрожує безпеці цивільного населення[132][133][134][135].
- Домінік Рааб сказав, що він розмовляв з прем'єром Ефіопії та закликав до деескалації конфлікту в Тиграї, а також заявив, що цивільне населення та доступ до гуманітарної допомоги мають бути захищені[136].
- Держсекретар США Майк Помпео висловив смуток через трагічну загибель людей та закликав до деескалації конфлікту та негайних дій щодо відновлення миру[137].
- Міністр закордонних справ Канади Франсуа-Філіп Шампань висловив стурбованість ситуацією та закликав усі сторони проявляти стриманість. Він також закликав до мирного врегулювання та захисту цивільного населення[138].

## Галерея

Наступ урядових сил 4-28 листопада
Ситуація з 28 листопада 2020 по 18 червня 2021 року.
Контрнаступ сил НФВТ з 6 липня по 20 серпня 2021
Наступ тиграйських сил на Аддис-Абебу 16 жовтня-1 грудня 2021